# Sporting Clube do Príncipe
O Sporting Clube do Príncipe é um clube multiesportes da cidade de Santo António, na Ilha do Príncipe, de São Tomé e Príncipe. Foi fundado em fevereiro de 1915, sendo a filial nº 183 do Sporting Clube de Portugal.
O clube foi o vencedor do campeonato regional de Ilha do Príncipe em 2011 e 2012, ocasiões em que conquistou também o campeonato nacional. Em 2012, levou também a taça nacional, conquistando a tríplice coroa.
O time possui um clube irmão, homônimo, na Ilha de São Tomé chamado Sporting Praia Cruz.

## Títulos
- Campeonato de São Tomé e Príncipe: 2

2011, 2012
- Taça Nacional de São Tomé e Príncipe: 1

2012
- Liga Insular do Príncipe: 3

2011, 2012, 2016
- Taça Regional de Príncipe: 3

2009, 2012, 2014

## Futebol

### Palmarés
| Escalão | Nº Presenças | Títulos | Melhor Classificação |
| I       | -            | 2       | Campeão              |
| II      | -            | 2       | 1a                   |

### Jogos africanos
| Ano     | Competição                             | Rodado       | Clube         | Casa | Visitador |
| ------- | -------------------------------------- | ------------ | ------------- | ---- | --------- |
| 2012-13 | Copa de Confederação da África de 2013 | Preliminário | Enugu Rangers |      |           |